# Trichocera glacialis
Trichocera glacialis är en tvåvingeart som beskrevs av Alexander 1936. Trichocera glacialis ingår i släktet Trichocera och familjen vintermyggor. Inga underarter finns listade i Catalogue of Life.